# Michael Spindelegger
Michael Spindelegger (født 21. december 1959 i Mödling) er en tidligere østrigsk politiker. Han er tidligere vicekansler fra 2011 til 2014, udenrigsminister fra 2008 til 2013 og formand mellem 2011 til 2014 for ÖVP.

## Liv
Michael Spindelegger studerede retsvidenskab på Wiens Universitet fra 1978 til 1983, hvor han opnåede doktorgrad. Han arbejdede i sin studietid som assistent på Institut für Strafrecht und Kriminologie på Wiens Universitet. Fra 1983 til 1984 var han retspraktikant ved forskellig retter, og fra 1984 til 1987 var han beskæftiget som embedsmand ved administrationen i Niederösterreich.
Fra 1987 til 1990 arbejdede han for Østrigs forsvarsminister, og mellem 1990 og 1994 havde han ansættelse ved forskellige private virksomheder, herunder Siemens.
Michael Spindelegger er gift og har to sønner.

## Politisk karriere
Michael Spindelegger, der er søn af ÖVP-politikeren Erich Spindelegger, begyndte sin politiske karriere i 1987 som leder af forsvarsminister Robert Lichals sekretariat. I 1992 og 1993 var han medlem af Forbundsrådet og fra januar 1995 til oktober 1996 var han medlem af Europaparlamentet.
Fra december 1993 til marts 1995 og fra oktober 1996 har Spindelegger været medlem af Nationalrådet, hvor han har været partiets udenrigsordfører samt formand for det udenrigspolitiske udvalg. Fra 2006 til 2008 var Spindelegger endvidere næstformand for Nationalrådet.
Michael Spindelegger blev af daværende ÖVP-formand Josef Pröll udnævnt til udenrigsminister i Werner Faymanns koalitionsregering den 2. december 2008.
Da Josef Pröll i april 2011 af helbedsmæssige årsager trådte tilbage som formand for ÖVP, overtog Michael Spindelegger formandsposten og blev samtidig vicekansler, begge poster han havde frem til 2014.